# Lázaro Chacón
Lazaro Chacon (1873-1931) – gwatemalski generał i polityk, prezydent Gwatemali od 1926 (w pierwszych miesiącach tymczasowy) do 1930, kiedy to zrezygnował z przyczyn zdrowotnych. Kontynuował politykę umacniania więzi gospodarczych ze Stanami Zjednoczonymi.